# Ixodes amersoni

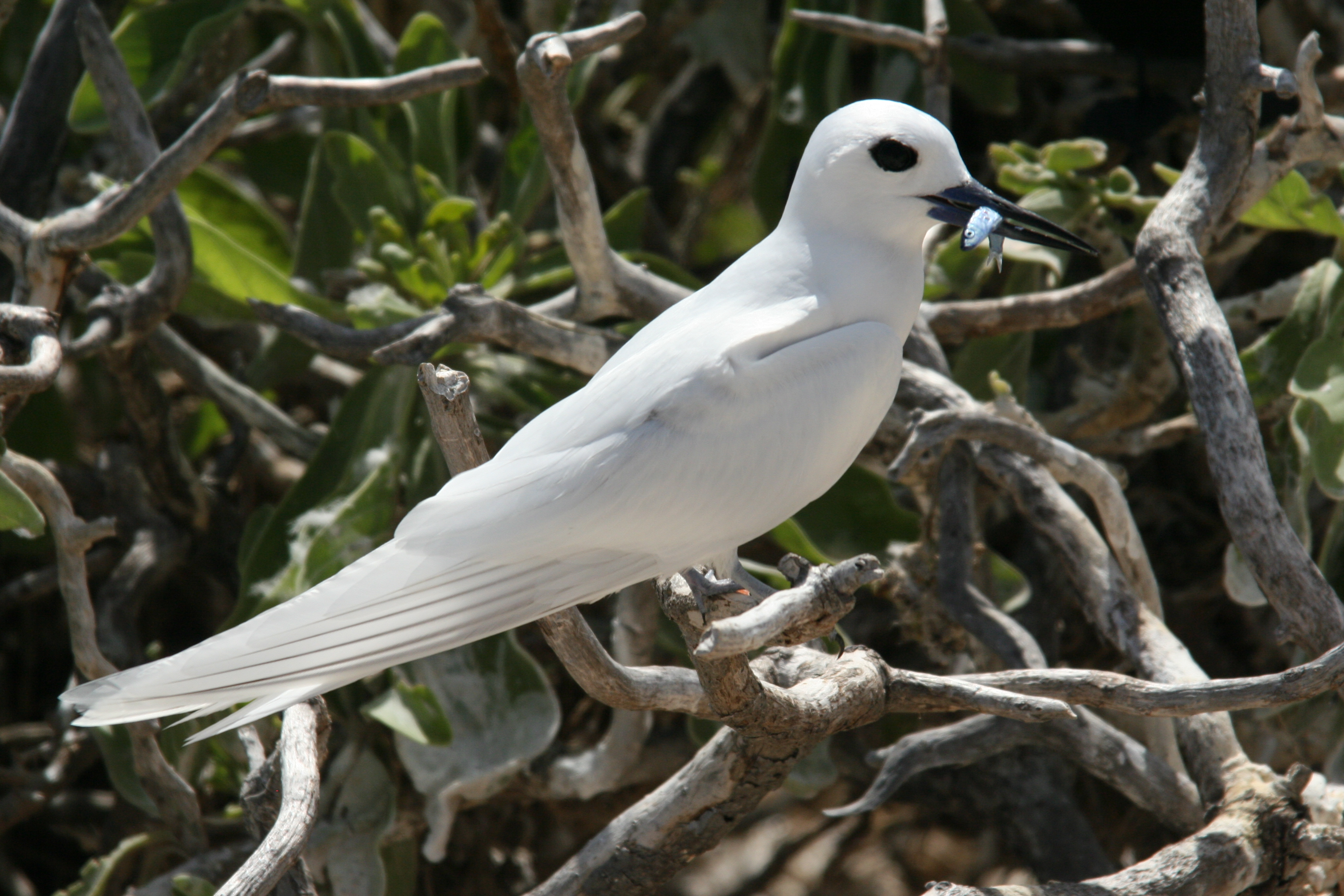
Основной вид-хозяин: белая крачка (Gygis alba), на котором паразитируют клещи Ixodes amersoni.

Ixodes amersoni  (лат.) — вид клещей рода Ixodes из семейства Ixodidae. Океания. Паразитируют на птицах: среди хозяев белая крачка (Gygis alba) и красноногая олуша (Sula sula). Вид был впервые описан в 1966 году американским паразитологом Гленом Милтоном Колсом (Glen Milton Kohls, 1905—1986).

## Распространение
Океания: острова Феникс в Тихом океане.